# Challenger de Cali 2013
El Seguros Bolívar Open Cali 2013 fue un torneo de tenis profesional que se jugó en pistas de tierra batida. Se trató de la 6.ª edición del torneo que forma parte del ATP Challenger Tour 2013 . Tuvo lugar en Cali, Colombia entre el 9 de septiembre y el 15 de septiembre de 2013.

## Jugadores participantes del cuadro de individuales

### Cabezas de serie
| País                 | Jugador          | Rank1 | Favorito | Posición en el torneo |
| -------------------- | ---------------- | ----- | -------- | --------------------- |
| Bandera de Brasil    | João Souza       | 121   | 1        | Semifinales           |
| Bandera de Argentina | Guido Andreozzi  | 160   | 2        | Cuartos de final      |
| Bandera de Argentina | Agustín Velotti  | 170   | 3        | Cuartos de final      |
| Bandera de Argentina | Facundo Bagnis   | 180   | 4        | CAMPEÓN               |
| Bandera de Argentina | Facundo Argüello | 208   | 5        | FINAL                 |
| Bandera de Brasil    | Fabiano de Paula | 228   | 6        | Primera ronda         |
| Bandera de Brasil    | Ricardo Hocevar  | 260   | 7        | Cuartos de final      |
| Bandera de Colombia  | Carlos Salamanca | 270   | 8        | Segunda ronda         |

- 1 Se ha tomado en cuenta el ranking del 26 de agosto de 2013.

### Otros participantes
Los siguientes jugadores recibieron una invitación (wild card), por lo tanto ingresan directamente al cuadro principal:
- Giovanni Lapentti
- Álvaro Ochoa
- Eduardo Struvay
- Carlos Salamanca

Los siguientes jugadores ingresan al cuadro principal tras disputar el cuadro clasificatorio:
- Juan Ignacio Londero
- Duilio Beretta
- Sebastian Exequiel Pini
- Fernando Romboli

## Campeones

### Individual Masculino
- Facundo Bagnis derrotó en la final a  Facundo Argüello, 6–2, 4–6, 6–3

### Dobles Masculino
- Guido Andreozzi /  Eduardo Schwank derrotaron en la final a  Carlos Salamanca /  João Souza 6-2, 6-4